# Ekran 3
O Ekran 3 (também conhecido por Ekran 16L) foi um satélite de comunicação geoestacionário soviético da série Ekran construído pela NPO PM. O satélite foi baseado na plataforma KAUR-3 e sua expectativa de vida útil era de 3 anos.

## História
O Ekran 3 foi um satélite de comunicações dedicado a transmissão de programas de televisão da URSS para a rede de unidades de recebimento públicas localizadas em centros populacionais na Sibéria e no Extremo Norte. O mesmo foi equipado com painéis solares e sistema de termorregulação, e uma unidade motriz corretiva para fazer ajustes orbitais. Vinte e cinco metros quadrados de painéis solares geravam cerca de 1280 W de potência.

## Lançamento
O satélite foi lançado com sucesso ao espaço no dia 21 de fevereiro de 1979, por meio de um veículo Proton-K/Blok-DM, lançado a partir do Cosmódromo de Baikonur, no Cazaquistão. Ele tinha uma massa de lançamento de 1.970 kg.

## Capacidade
O Ekran 3 era equipado com um (mais um de reserva) transponders em UHF de 200 W e uplink de banda C.